# RadioShack

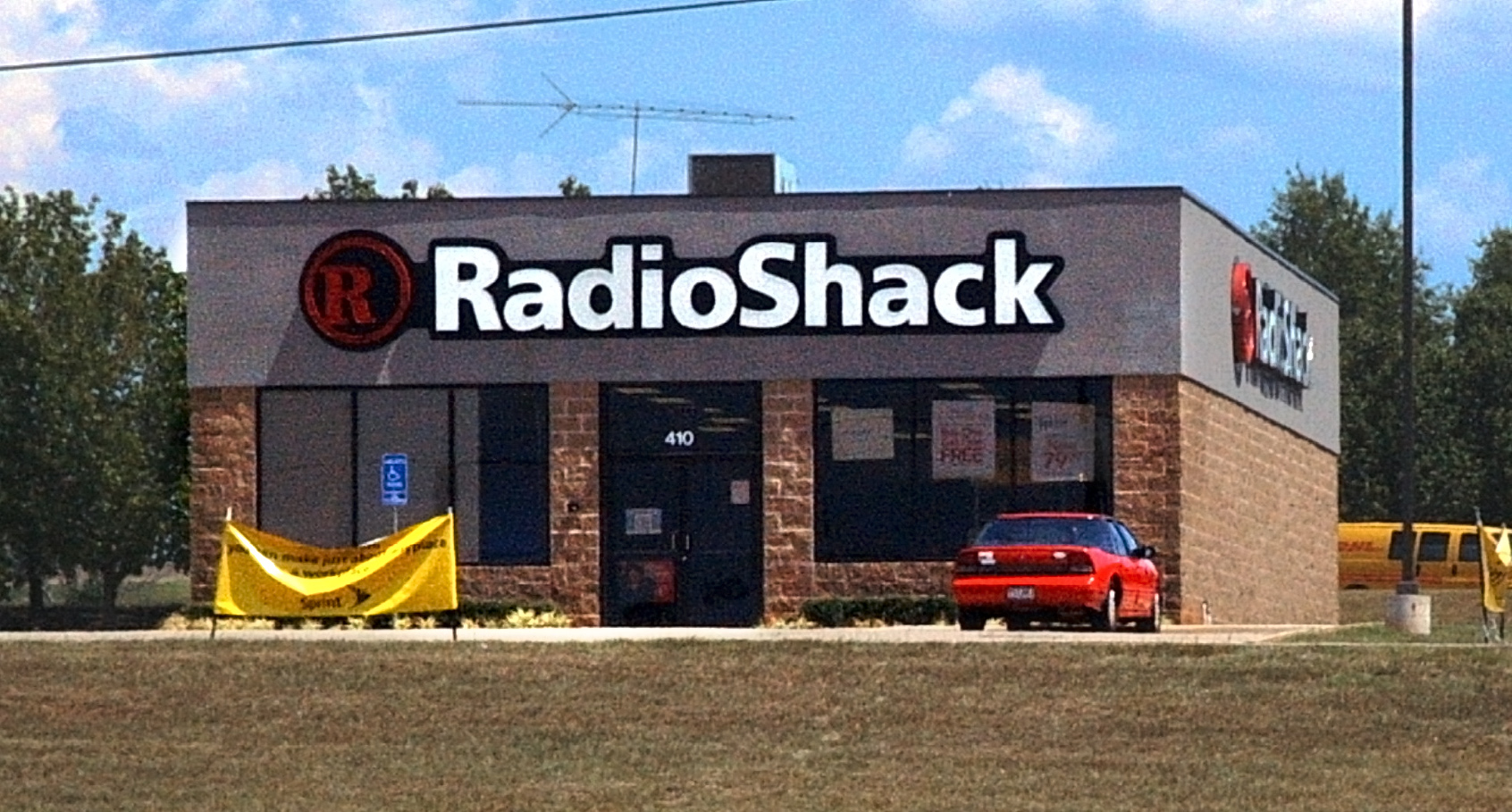
Exteriör för en typisk RadioShack butik i Texana i Texas.

RadioShack, tidigare RadioShack Corporation (tidigare Tandy Corporation) (NYSE: RSH) är en elektronikdetaljhandelskedja i USA, delar av Nordamerika, Sydamerika, Europa och Afrika. År 2003 hade företaget fler än 6 000 butiker i USA och rapporterade en årsinkomst på 2,24 miljarder USD. RadioShacks huvudkontor är i Fort Worth, Texas.
RadioShack har bland andra följande varumärken: Presidian (audio- och videoutrustning), Accurian (audio- och videoutrustning), Optima (digitalbildsprodukter), Gigaware (kringutrustning till PC-datorer), Voicestar (tillbehör till mobiltelefoner), MyMusix (MP3-spelare) och Enercell (batterier och kraftaggregat). Tidigare salufördes varumärkena Realistic (ljudutrustning), och Archer (kablage och antenner).